# Doesmolen
De Doesmolen is een wipmolen nabij Hoogmade. De molen is de eerste aan de Doespolderweg die te zien is wanneer men vanuit het westen Hoogmade nadert; op korte afstand van de Doesmolen bevindt zich langs dezelfde weg de Grosmolen.

## Geschiedenis
De Doesmolen is in 1630 gebouwd ten behoeve van de bemaling van de Doespolder. Hij was tot 1953 in bedrijf, waarna hij na een periode van stilstand in 1963 is overgedragen aan de Rijnlandse Molenstichting die de Doesmolen in 1965 heeft gerestaureerd. De molen is wel maalvaardig, maar door het gedaalde polderpeil is het scheprad te hoog komen te staan om effectief te zijn. Om te molen weer te kunnen laten malen is een molengang gerealiseerd, samen met de uit Leiderdorp afkomstige Kalkmolen als ondermolen.

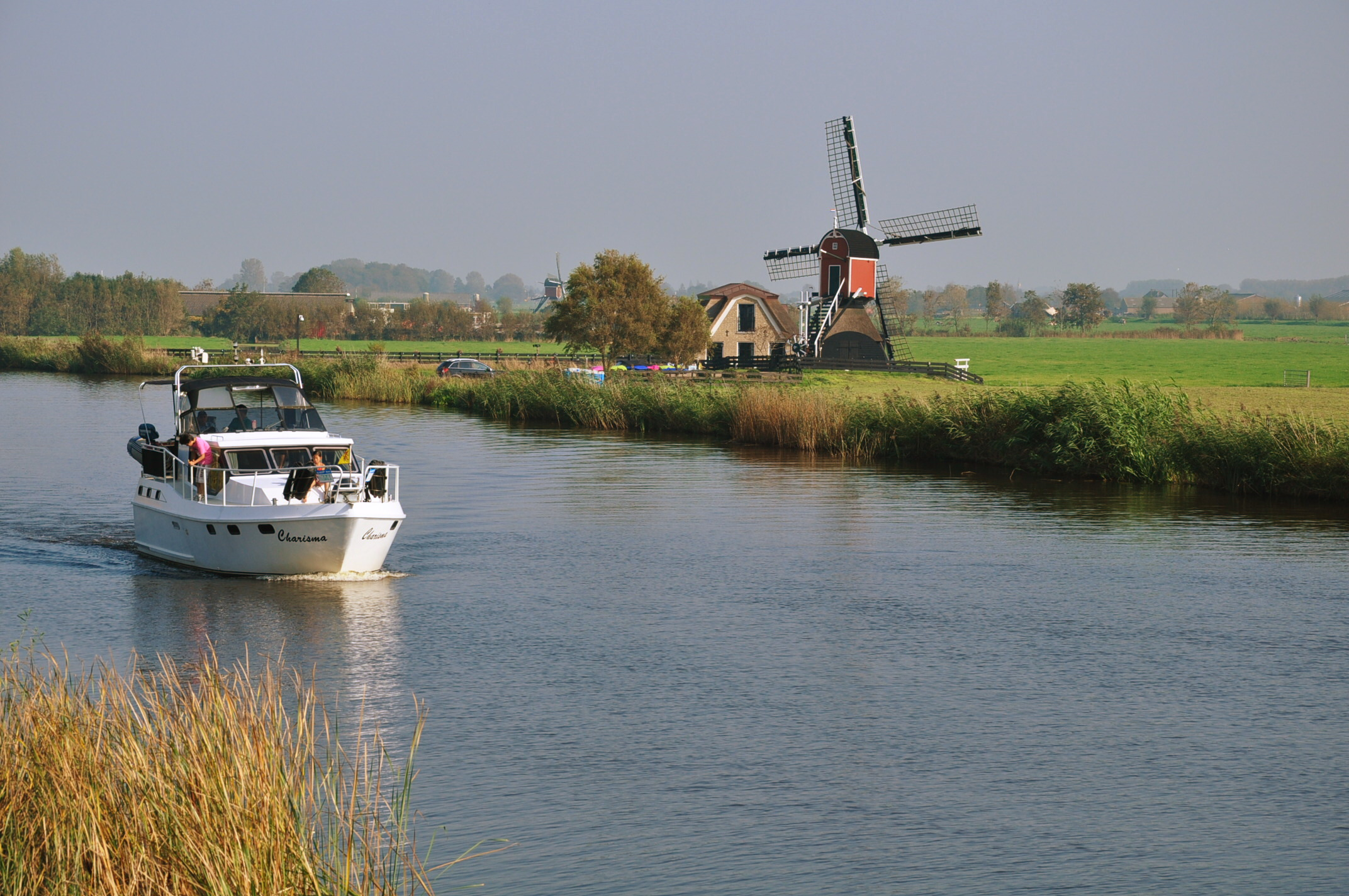
De Doesmolen in de Doespolder aan de Does.